# Мёйдерслот

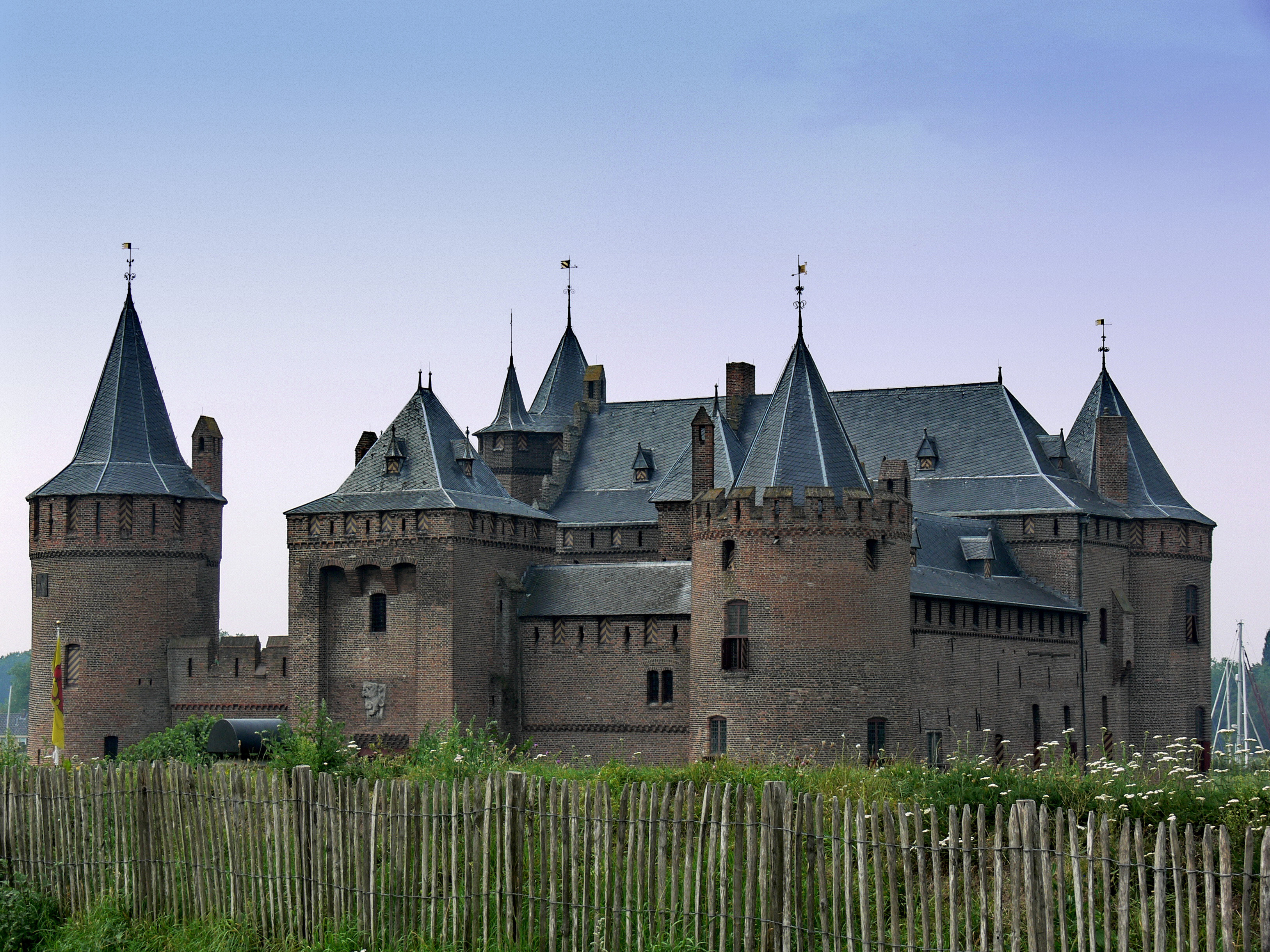
Замок Мёйдерслот.

Замок Мёйдерслот (нидерл. Muiderslot) — один из лучше всего сохранившихся и отреставрированных средневековых замков в современных Нидерландах. Расположен в Мёйдене, в 15 км от Амстердама.

## Исторические сведения
Точная дата постройки первого замка на этом месте не установлена. Первые сведения идут от 1280-х годов, когда замок или был построен, или же уже готовую постройку приобрёл граф Голландии Флорис V. Замок расположен в устье реки Вехт, которая использовалась как транспортная артерия до города Утрехта. Замок расположен на расстоянии 15 километров к юго-востоку от Амстердама. Замок был невелик и являлся местом сбора налогов с торговых лодок, шедших до важного торгового центра Утрехта. Граф Флорис V был убит 27 июня 1296 года. Сперва его захватили во время охоты и посадили в замок уже как заключённого дворяне-заговорщики: Гейсбрехт IV ван Амстел и Герман ван Вурден вместе с оруженосцем Герардом ван Велсеном. Через пять дней заключённый граф предпринял неудачную попытку бежать, во время преследования беглеца он и был убит Герардом ван Велсеном. Есть сведения, что первоначальное сооружение замка разрушили по приказу епископа Виллема ван Мехелена. Сто лет спустя (в 1370 году) замок восстановили в том же месте и по тому же плану, увеличив высоту башен и стен. По плану это была четырёхугольная постройка с башнями на каждом углу размерами 32 на 35 метров. Замок окружают рвы с водой. Откидной мост был усилен дополнительной четырёхугольной башней с маленькими воротами. В конце XIV века владельцем замка был Альбрехт, герцог Баварский, который в то время был также и графом Голландии и Зеландии.

## Замок во времена Питера Хофта
Замок терял оборонительные функции и постепенно становился роскошным жильём дворцового типа для лица с высоким статусом. Процесс завершился в XVII веке, когда замок стал резиденцией государственного чиновника и просвещённого вельможи нового типа, каким был сын мэра города Амстердам — Питер Хофт (1581—1647). Писатель, поэт и драматург, член одной камеры риторов Амстердама, Питер Хофт превратил бывшую крепость в известный литературный салон. Он жил и трудился в замке 39 лет, где собирал вокруг себя литературно одарённых современников, среди которых — Вондел, Бредеро, Якоб Катс, художница-график и мастерица Мария Тесселсхаде Виссер и её сестра Анна Виссер, поэтесса, поэт и композитор Константин Гюйгенс (будущий отец учёного Христиана Гюйгенса). За рвами с водой были спланированы голландские сады, где были сад слив и сад трав.

## XVIII—XIX века
В конце XVIII века замок использовали как тюрьму. Сады были уничтожены. В годы французской оккупации Нидерландов замок Мёйдерслот стал казармой. Пренебрежительное отношение к сооружению способствовало его разрушению. Состояние сооружения стало настолько угрожающим, что в начале XIX века замок выставлен на продажу с правом разбора на строительные материалы. В дело спасения исторического здания вмешались писатель Самуил Иперус Виселиус и сам король Вильгельм I. Но понадобилось ещё семьдесят лет, чтобы нашлись свободные средства, которые потратили на восстановление стен, башен и крыш замка в 1895 году. Сооружение от военного департамента передали в отдел искусств и наук. Замок стал государственным имуществом.

## Современное использование
Восстановленное и отреставрированное сооружение в XX веке сделали филиалом Государственного музея (Амстердам). В замок передали коллекции средневекового оружия и доспехов, портретную галерею. Замок стал туристическим объектом и местом проведения игр и телепередач национального телевидения.